# Grand Ferré
Pour les articles homonymes, voir Ferré.
Le Grand Ferré ou Ferret est un paysan picard ayant participé à la guerre de Cent Ans à l'occasion d'un affrontement entre paysans et routiers anglo-navarrais à Longueil-Sainte-Marie et dans ses environs en 1359. Ses exploits ont été glorifiés au cours du XIXe siècle pour en faire un héros patriotique.

## Sources
L'histoire du Grand Ferré est connue par seulement deux chroniques médiévales. La plus détaillée sur cet épisode est la Chronique dite de Jean de Venette, du nom d'un prieur carme de Paris, qui n'est d'ailleurs sans doute pas le véritable auteur du texte et qui présente l'événement dans son contexte et avec de nombreuses anecdotes retenues par la postérité. Il est également évoqué dans la Chronique de Richard Lescot et continuation mais cette dernière est en grande partie une reprise du premier texte. D'autres chroniques évoquent l'épisode des combats de Longueil-Sainte-Marie mais sans évoquer le personnage du Grand Ferré, préférant s'attarder sur son chef Guillaume L'Aloue : le Miroir historial écrit en 1388 par Jean de Noyal, un abbé de l'abbaye Saint-Vincent de Laon, la Chronographia regum francorum, la Chronique normande du XIVe siècle en 1386, les Istore et chroniques de Flandres. Il existe également un récit donnant le point de vue anglais par un chevalier ayant participé à l'événement du côté des assaillants : The Scalacronica of sir Thomas Gray. Toutes sont écrites entre 1386 et 1410. Les chroniques officielles, des Grandes Chroniques de France aux Chroniques de Froissart laissent cet épisode totalement dans l'ombre.

## L'histoire

### Sa localisation

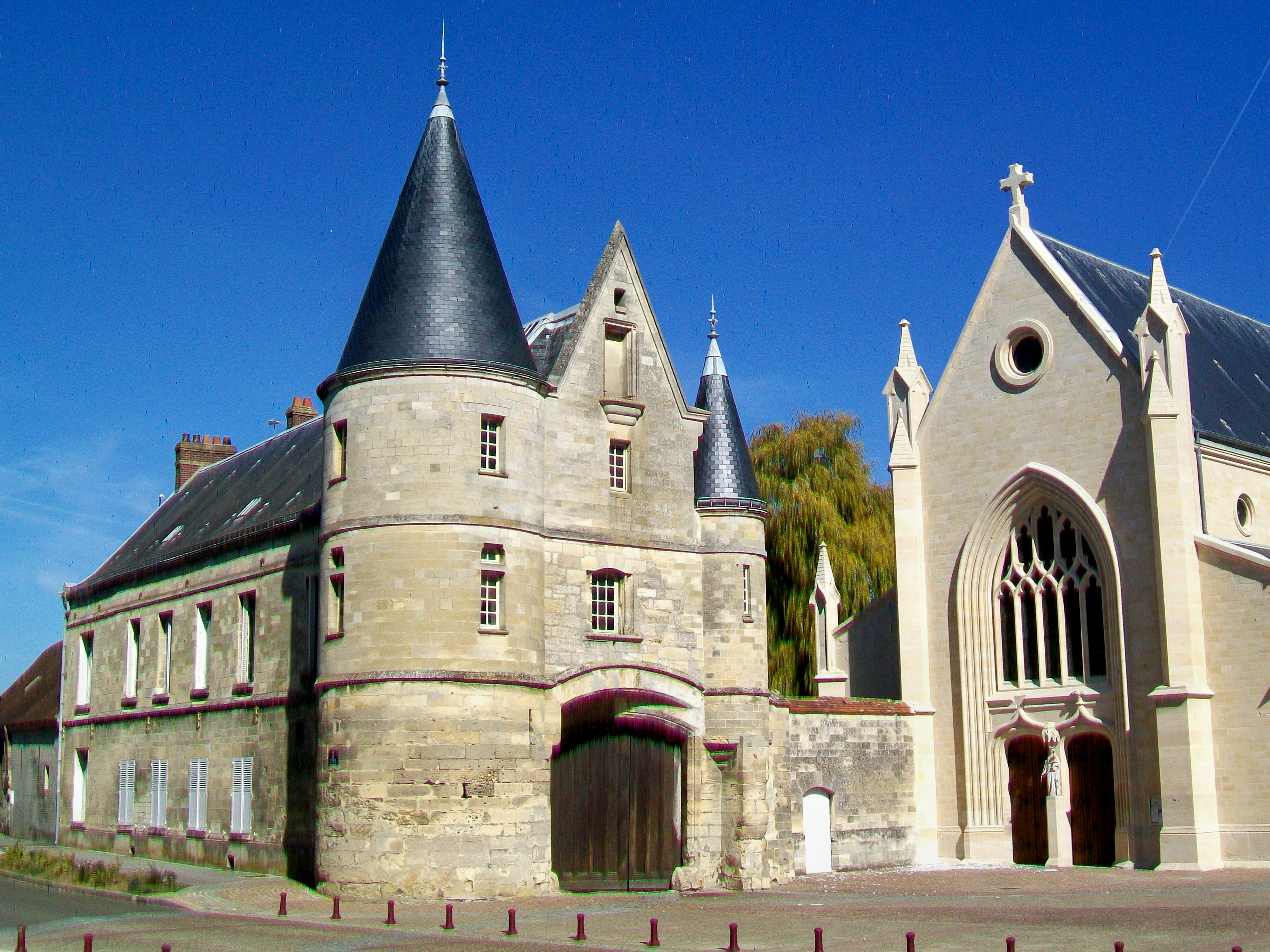
Vue actuelle du manoir et de l'église de Longueil-Sainte-Marie.

L'histoire est située par la Chronique de Jean de Venette à Longueil-Sainte-Marie, dans la vallée de l'Oise, au sud-ouest de Compiègne, sur les terres de l'abbaye Saint-Corneille. Elle y possède la paroisse et une maison forte, siège de la seigneurie, qui lui sert à regrouper les récoltes et à la gestion de son domaine. Ce dernier est confié à Guillaume L'Aloue, un petit noble local qui sert à la fois de fermier et de chef de guerre, défenseur des biens des moines. Au début du XIVe siècle, Longueil est un gros bourg de 280 feux mais avec la grande famine de 1315-1317 et la Peste noire, la population s'est probablement considérablement réduite. 200 à 300 hommes et leur famille se sont réfugiés dans l'enceinte, entre l'église et la maison forte, venant du village et des environs.

### Le combat
À la fin de l'été ou au début de l'automne 1359, les troupes anglaises, installées au château de Creil depuis août 1358, tentent un coup de force pour piller les récoltes et les biens de la petite communauté paysanne mais également faire des prisonniers et en obtenir une rançon. Les soldats, anglais mais également navarrais ou allemands, sont au nombre de 200 selon les sources. Ils ont à leur tête Jean de Fotheringhay, le capitaine de la forteresse en personne, qui appartient à l'armée du duc de Lancastre, accompagné de Sancho Lopez de Uriz, un proche de Charles de Navarre. Les récoltes ont été mauvaises pendant un été médiocre et les paysans sont probablement prêts à les défendre chèrement.
La maison forte est probablement défendue par une petite troupe de soldats sans doute payés par l'abbaye Saint-Corneille et avec à leur tête Guillaume L'Aloue. Deux d'entre eux sont connus par leur nom : Colart Sade, qui prend la suite de L'Aloue et Henri Stadieu de Wagicourt, qui suit par la suite Bertrand du Guesclin jusqu'en Espagne, d'après une lettre de rémission de 1376. Cependant, le rôle des paysans est déterminant dans les combats. Plusieurs chroniqueurs les désignent sous le nom de « Jacques ». Cependant, rien n'indique qu'ils ont participé à la Grande Jacquerie qui s'est déroulée dans le Beauvaisis l'année précédente à quelques kilomètres de là. Au contraire, tout montre dans les actions décrites des paysans une grande fidélité à leur seigneur ecclésiastique, l'abbé de Saint-Corneille : ils défendent les biens de ce dernier et ne se sont barricadés dans sa maison que sur son autorisation. Le terme « Jacques » désigne encore à l'époque des soldats issus du peuple, protégés de jacques, un plastron rembourré.

### L'héroïsme du Grand Ferré

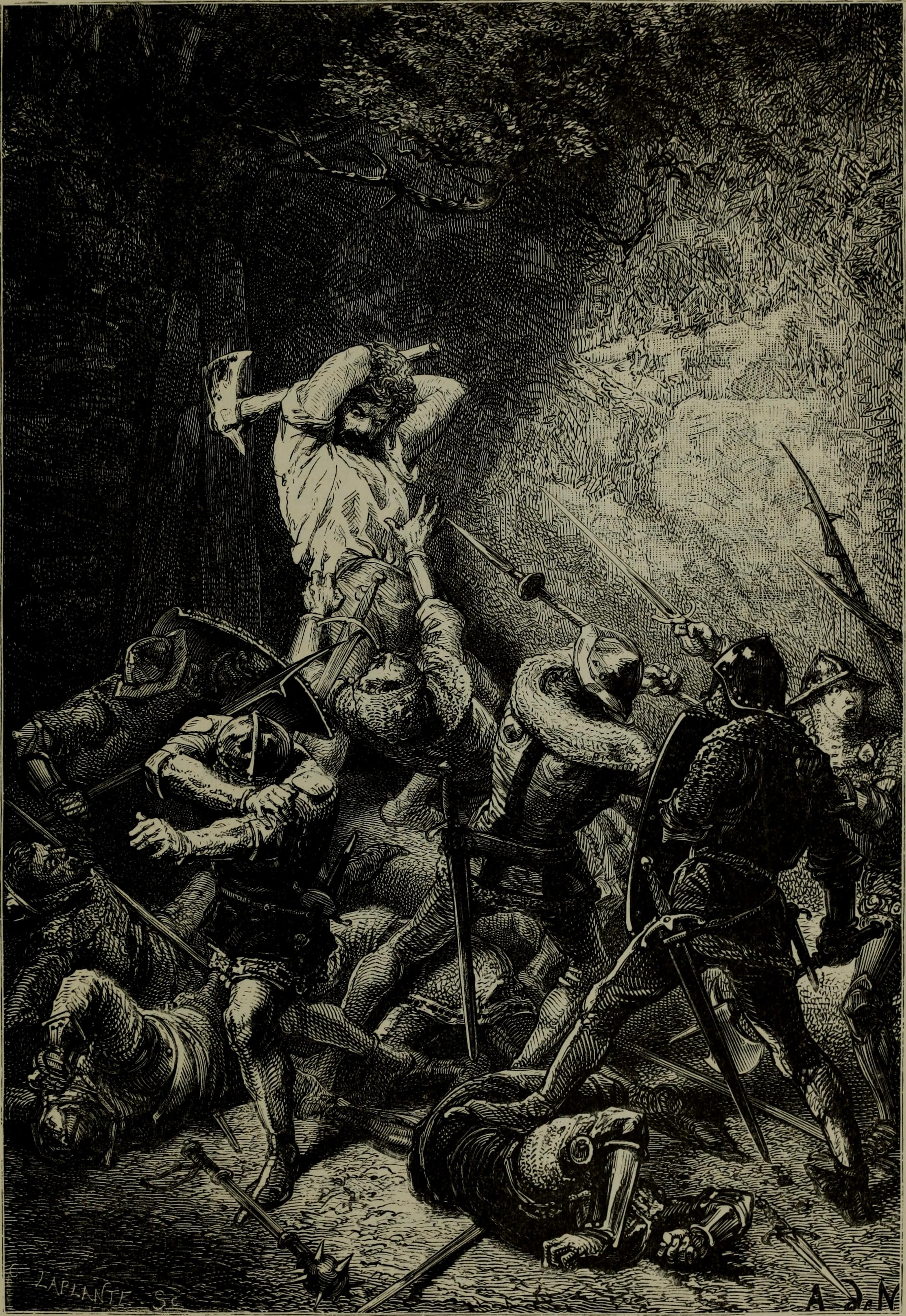
Le Grand Ferré, gravure d'Alphonse de Neuville, 1870.

Selon la Chronique dite de Jean de Venette, Guillaume L'Aloue s'est adjoint un valet que l'on appelait le Grand Ferré. La chronique raconte qu'après la blessure mortelle de son maître, le paysan, « d'une force et d'une vigueur étonnantes, corpulent et de haute taille », a fait preuve d'une grande hardiesse en taillant à la hache ses adversaires qui étaient rentrés dans l'enceinte de la maison. Entraînant ses compagnons, « frappant de leurs bras puissant les Anglais, ils se comportaient comme s'ils battaient les blés dans leurs greniers selon leurs habitudes ». Il fait saisir l'étendard de l'ennemi et le fait jeter dans les fossés. Le Grand Ferré à lui seul tue plus de soixante-dix ennemis. Après deux jours de combats, les assaillants sont repoussés. Aucun prisonnier n'est fait et même les nobles sont exécutés, en réaction à la mort de leur chef.
Au retour des combats, il s'attarde pour boire de l'eau, mais celle-ci étant trop froide, il tombe malade atteint de fièvre. Obligé de s'aliter dans sa chaumière de Rivecourt, il fait à nouveau preuve de vaillance. Les Anglais croient pouvoir le surprendre dans son sommeil et l'assommer. À leur arrivée, averti par sa femme, il attrape sa hache (ou guisarme), « si lourde qu'aucun autre homme ne pouvait la soulever au delà de ses épaules à deux mains ». Il abat encore cinq de ses adversaires, tandis que les sept autres s'enfuient. Il boit de nouveau abondamment de l'eau froide, la fièvre le regagne alors. Il se recouche et meurt peu après avoir reçu l'extrême-onction.

### Les autres versions des combats
Si la Chronique dite de Jean de Venette insiste sur l'héroïsme des paysans qui s'incarne dans la personne du Grand Ferré, les autres chroniqueurs donnent une autre version plus prosaïque des combats. Selon le continuateur de Richard Lescot et selon l'anglais Thomas Gray, les combats ont, dans un premier temps, viré en faveur des Anglais. Le chef Guillaume L'Aloue descend alors de la maison avec un sauf-conduit pour négocier la reddition de la place. Les négociations tournent mal et le capitaine est blessé à mort par les Anglais. Par vengeance et en réaction, craignant probablement de faire les frais des négociations, les paysans réagissent avec vigueur et tuent un grand nombre de soldats, dont 4 ou 5 chevaliers. Selon le continuateur de Lescot, le Grand Ferré attaque les chefs anglais pendant leur repas. Il refuse de faire des prisonniers, si ce n'est un Navarrais, Sancho Lopez de Uriz, avec son étendard. Ce dernier est rançonné contre la libération de cent bourgeois de Compiègne. Les corps des prisonniers exécutés sont brûlés. Toutes les versions insistent cependant sur le rôle déterminant des paysans. Le combat est loin d'être décisif dans la lutte contre les bandes armées navarraises et anglaises, des villages continuant d'être pillés et brûlés dans les mois qui suivent, jusqu'au Traité de Brétigny en 1360.

### Interprétation du récit
Le point de vue de la Chronique du Carme est très orientée : elle présente le point de vue d'une personne originaire de la région, proche des élites locales et probablement de l'abbaye Saint-Corneille. Les Français sont un peuple élu mais qui a péché, puni par Dieu et mis à l'épreuve par l'invasion anglaise. Il compare ainsi le Grand Ferré à Samson, héros juif capable par sa force surhumaine de tuer des Philistins. Il emprunte également aux romans de chevalerie, avec le mythe du bon géant sauvage qui protège les siens et qui guide le chevalier dans sa quête, comme Calogrenant dans Yvain ou le Chevalier au lion. C'est également du roman de chevalerie qu'est tiré le mythe de l'eau de la source froide qui tue celui qui a résisté à la mort. Il fait ainsi du Grand Ferré un récit exemplaire, où le bon peuple est un modèle, certes naïf, mais à suivre. Le fait que ce récit stéréotypé soit le seul ou presque à décrire le personnage du Grand Ferré fait même douter à certains historiens de la réalité du personnage et qu'il pourrait avoir été totalement créé par le chroniqueur carme parisien.
La même chronique utilise l'expression latine « defendere patriam » : sur cette base, de nombreux auteurs en font un héros patriotique défendant la France contre l'envahisseur. Or, au XIVe siècle, cette expression est plurisémique et renvoie aussi bien au royaume, qu'aux nombreux pays qui le constituent (Beauvaisis, Valois, etc.), voire à la petite région autour de Compiègne ou encore la paroisse de Longueil et ses environs. Dans l'esprit des paysans du début de la Guerre de Cent Ans, cela ne renvoie surement pas au royaume tout entier mais plus probablement à ce petit territoire. Pour Colette Beaune, la résistance paysanne est ici avant tout une forme de légitime défense.

## Postérité

### Historiographie
L'histoire du Grand Ferré reste pendant longtemps totalement oubliée. La Chronique dite de Jean de Venette n'est éditée qu'en 1672. Elle n'apparait dans un livre d'histoire qu'avec la publication de l'Histoire de France depuis l'etablissement de la monarchie jusqu'au regne de Louis XIV écrite par Paul François Velly et Claude Villaret, publiée entre 1755 et 1766, qui s'inspire directement de la Chronique carme. C'est surtout Claude Carlier qui dans son Histoire du duché de Valois publiée en 1764 évoque en longueur le héros de Longueil. Il introduit dans sa biographie des éléments nouveaux : il indique qu'il a participé à la Grande Jacquerie et il fait de lui un soldat particulièrement expérimenté. Il n'indique aucune source pour ces éléments nouveaux. Il pourrait également s'être inspiré de traditions orales locales, étant originaire de la région, mais rien ne permet de l'attester. 
Ce sont ensuite surtout les historiens du XIXe siècle qui contribuent à la popularité du personnage : c'est le cas particulièrement de Jules Michelet dans son Histoire de France qui compare le Grand Ferré à saint Christophe, un bon géant défendant sa patrie. Il fait le lien direct avec Jeanne d'Arc : « Jacques deviendra Jeanne (...) Le mot vulgaire : "un bon Français" date de l'époque des Jacques et de Marcel ». Ce héros patriotique se retrouve chez presque tous les historiens suivant : Henri Martin, François Guizot (illustré par Alphonse de Neuville), Victor Duruy (illustré par Gustave Doré), Ernest Lavisse. Les historiens catholiques insistent sur sa dimension religieuse, les auteurs républicains gommant cet aspect. 

### Dans les arts

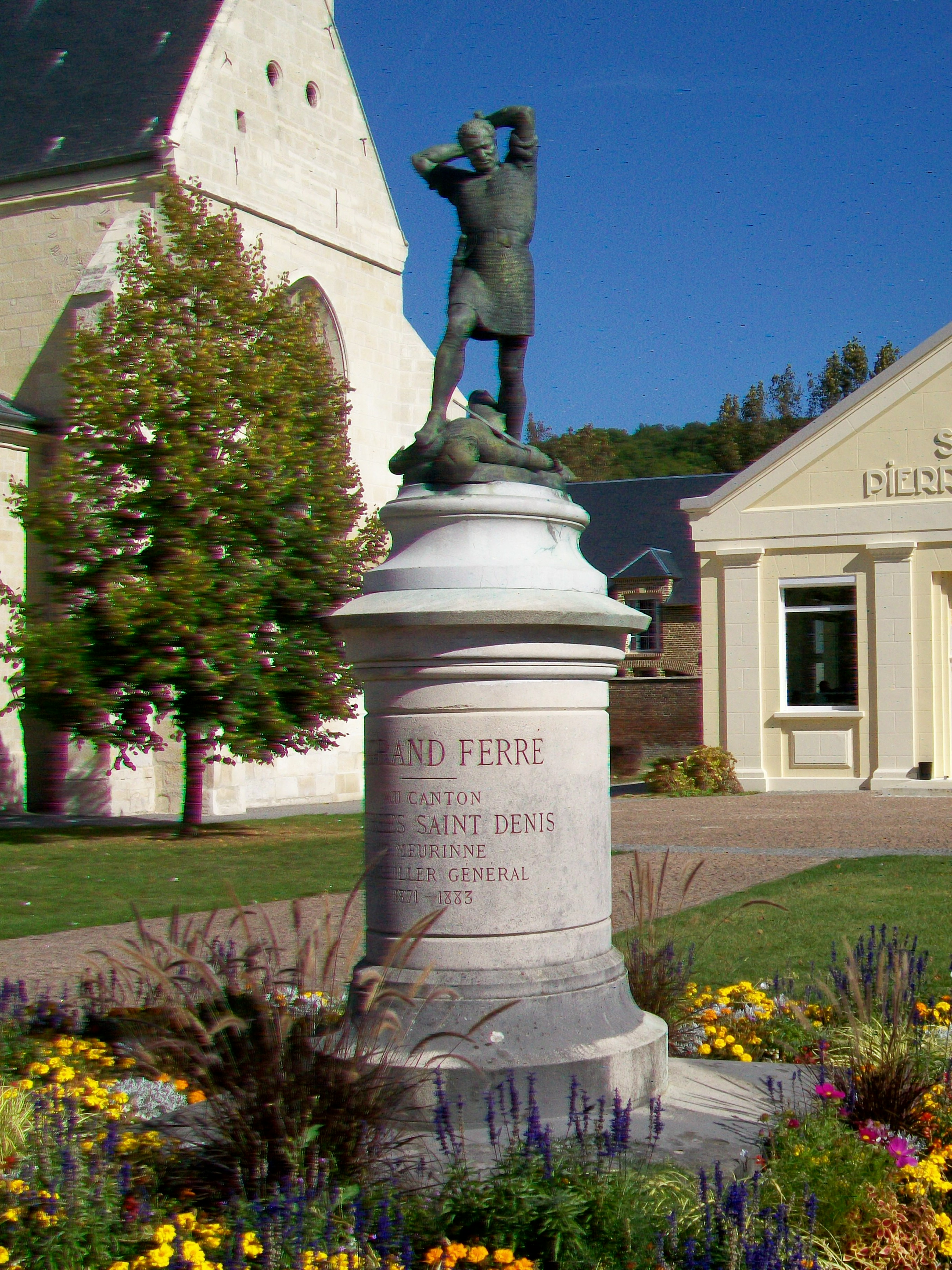
Statue du Grand Ferré à Longueil-Sainte-Marie.

La plus ancienne représentation du Grand Ferré est une estampe de Jean Marie Mixelle datée de 1786, tirée d'un ouvrage, Actions célèbres des grands hommes de toutes les nations. Une statue en l'honneur du Grand Ferré, œuvre du sculpteur Félix Martin, est fondue en 1888 puis érigée en 1889 sur la place principale (aujourd'hui nommée Charles-de-Gaulle) de Longueil-Sainte-Marie,. Une autre statue, œuvre de Jean Coulon, exposée au salon de 1894, a été conservée un temps dans les jardins du Musée Anne-de-Beaujeu à Moulins (Allier), mais a disparu probablement lors de la Seconde Guerre mondiale. Une peinture de Jean Brunet en 1888 et une statue de Henri Vidal en 1908 ont été exposés au Salon des artistes français.
Lionel Bonnemère en a tiré un poème symphonique écrit en collaboration avec Louis Tiercelin sur une musique de Dominique-Charles Planchet en 1892. Philéas Lebesgue, écrivain régionaliste picard, écrit en 1902 une trilogie théatrale en vers intitulée Le Grand Ferré.

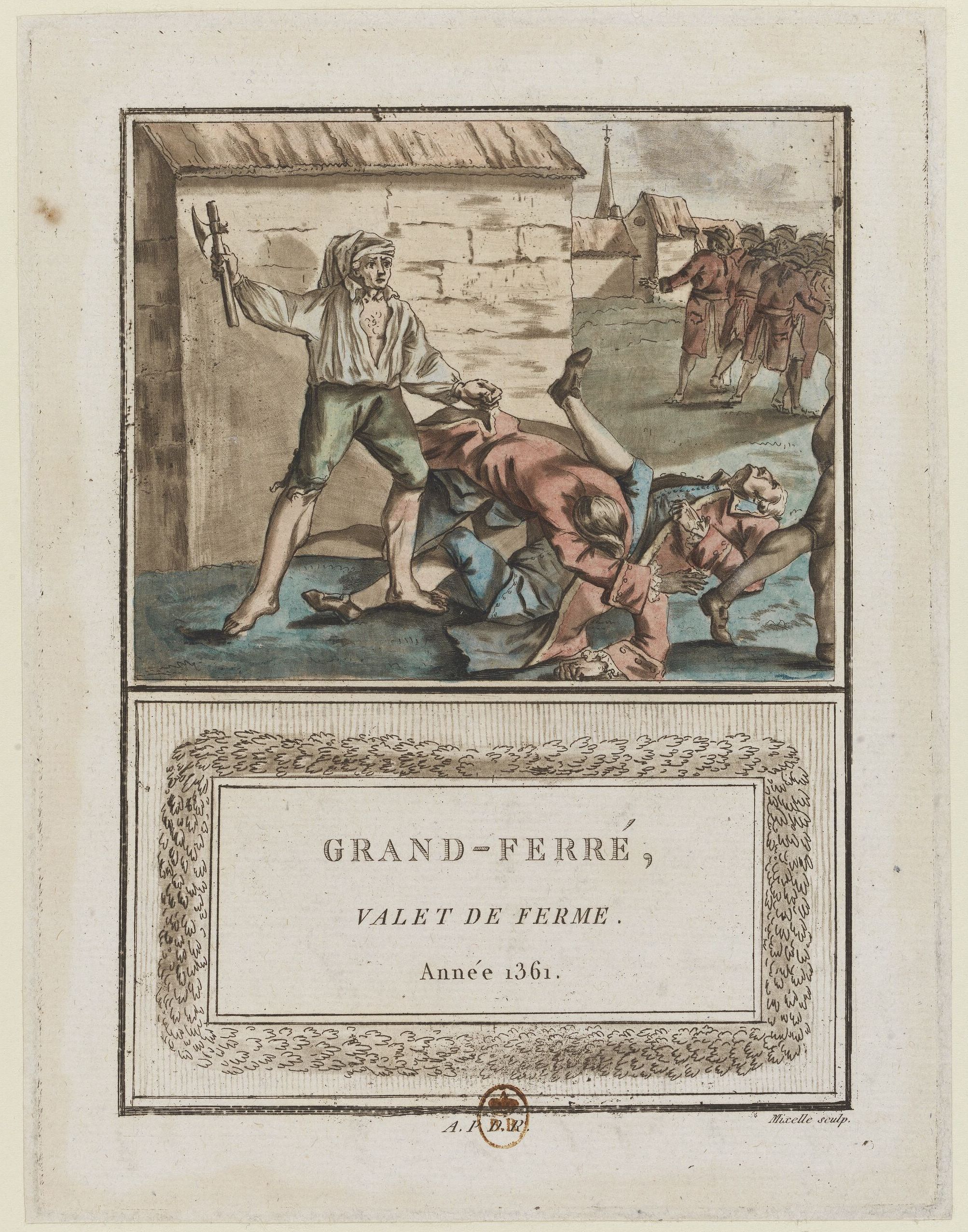
Estampe de Jean Marie Mixelle, 1786.
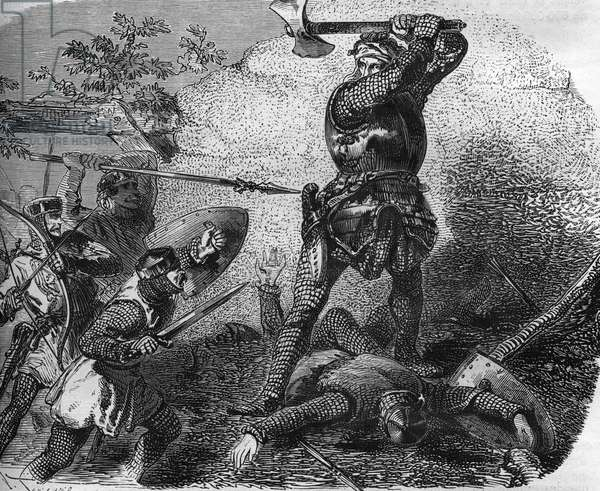
Estampe de Gustave Doré, 1862-1863.
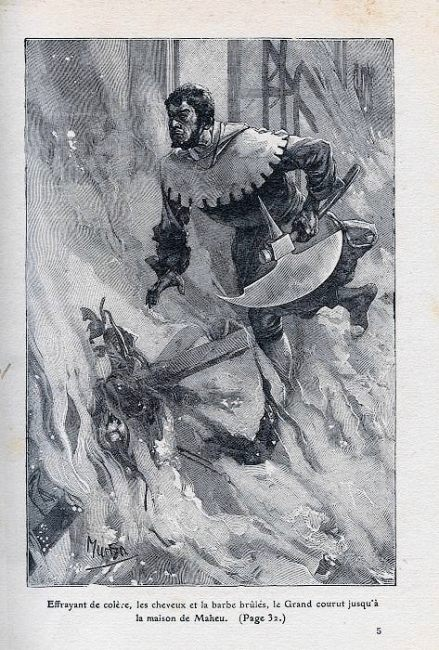
Gravure d'après un dessin d'Alfons Mucha, 1896.

### Dans la littérature
En 1896, Emmanuel Gallian sous le pseudonyme de Noël Gaulois publie un roman inspiré d'Ivanhoé appelé Le Grand Ferré, illustré par 17 dessins gravés d'Alfons Mucha. En 2018, le journaliste  Éric Zemmour consacre un chapitre complet au Grand Ferré dans son ouvrage Destin français. Il introduit ce dernier comme : « C'est l'ancêtre de tous les géants populaires ; la carcasse aussi grande que le cœur ; aussi fort que tendre, aussi héroïque que patriote, aussi féroce que dévoué ; l'ancêtre inconnu de tous les Quasimodo, de tous les Obélix. On l'appelle "le Grand Ferré". Il va incarner le peuple, il va incarner la France. ». En 2022, l'ouvrage Zemmour contre l'histoire réfute le caractère patriotique du personnage dans le chapitre 1359 - Le grand Ferré n'est pas un héros patriote.

### Dans la culture populaire
André le Géant, un catcheur professionnel qui s'est inspiré du Grand Ferré pour ses pseudonymes « Géant Ferré » et « Jean Ferré ». C'est également le surnom du rugbyman international français Benoît Dauga (1942-2022).

#### Sources anciennes
- Colette Beaune (édition, traduction et présentation) (trad. du latin), Chronique dite de Jean de Venette, Paris, Librairie Générale Française - Le livre de poche, coll. « Lettres gothiques », 2011, 502 p. (ISBN 978-2-253-08877-6), p. 207-215
- Jean Lemoine (éditeur), Chronique de Richard Lescot, religieux de Saint-Denis (1328-1344), suivie de la continuation de cette chronique (1344-1364), Paris, Renouard, 1896 (lire en ligne)

#### Synthèse historique
- Colette Beaune, Le Grand Ferré : premier héros paysan, Paris, Perrin, 2013, 386 p. (ISBN 978-2-262-02891-6, présentation en ligne).